# Пасеницька Наталя Вікторівна
Наталя Вікторівна Пасеницька – українська режисерка, відома створенням серіалів, короткометражних та повнометражних фільмів. За свою роботу Speech!less Наталя отримала головну нагороду на фестивалях The World Film Fair у Лос-Анджелесі та на австрійському Austrian National Film Festival – у категорії «найкращий короткометражний фільм». Працювала з такими акторами, як Олексій Вертинський, Дмитро Нікулін, Тамара Яценко, Олександр Ярема, Вікторія Булітко, Євгеній Сморигін та Ксенія Мішина.

## Життєпис
Наталя Пасеницька народилася 25 вересня 1980 у місті Шепетівка Хмельницької області у сім’ї лікарів. Коли їй виповнилось два роки, сім’я переїхала до Києва, де Наталя закінчила середню школу 303 та музичну школу за класом віолончель та фортепіано.
У 1997 році вступила до КНУ ім. Тараса Шевченка на біологічний факультет.  У 2002 році здобула ступінь магістра біології. Того ж року познайомилась з театром-студією імпровізації «Чорний Квадрат», захопилася акторським мистецтвом та вступила до акторської студії при цьому театрі.
У 2007 році Наталя вступила до Київського Національного університету театру, кіно і телебачення імені Карпенко-Карого на режисерський факультет у майстерню Олексія Одинця «Перспектива 7».
У 2012 році закінчила університет з відзнакою та зняла перший проект – серіал «Щоденник вагітної» (44 серії) для телеканалу К1.
За наступні 10 років Наталя зняла 11 проектів, зокрема: повнометражну стрічку «Сусідка» за сценарієм Ірени Карпи, короткометражний фільм «Без слів», короткометражний еротичний фільм «Порядна Львівська пані» за однойменною книгою Люби Клименко. За проекти «Без слів» та «Порядна львівська пані» здобула нагороди на міжнародних фестивалях.

## Фільмографія
| Рік       | Тип/жанр                                     | Назва                    | Кількість серій/хв  | Майданчик             |
| --------- | -------------------------------------------- | ------------------------ | ------------------- | --------------------- |
| 2013      | серіал, комедія                              | "Щоденник вагітної"      | 44 серій            | телеканал К1          |
| 2013-2015 | ситком                                       | "Онлайн"                 | 156 серій           | телеканал НЛО TV      |
| 2015      | скетчком                                     | "Маслюки"                | 30 серій            | телеканал НЛО TV      |
| 2015-2016 | комедійне шоу                                | "Мамахохотала"           |                     | телеканал НЛО TV      |
| 2016      | шоу                                          | Новий рік з СТБ          |                     | телеканал СТБ         |
| 2017      | серіал, мелодрама                            | "Черговий Лікар"         | 10 серій            | телеканал "Україна"   |
| 2017      | ситком                                       | "Куратори"               | 1-2 сезон, 65 серій | телеканал НЛО TV      |
| 2017      | короткометражний фільм, веб-історія, комедія | "Без слів" (Speech!ess)  |                     |                       |
| 2018      | короткометражний фільм, еротична мелодрама   | "Порядна Львівська Пані" | 30 хв               | за підтримки Держкіно |
| 2019      | серіал, комедія                              | "Преподи"                | 20 серій            | телеканал НЛО TV      |
| 2020-2021 | серіал, комедія                              | "Прибулець"              | 1-2 сезон, 40 серій | телеканал ТЕТ         |
| 2021      | повнометражний фільм, комедія                | "Сусідка"                | 90 хв               | всеукраїнський прокат |

## Нагороди та номінації
| Рік                                                   | Назва фестивалю                                  | Категорія                             | Результат        |
| ----------------------------------------------------- | ------------------------------------------------ | ------------------------------------- | ---------------- |
| Короткометражний фільм «Порядна Львівська Пані», 2018 |                                                  |                                       |                  |
| 2020                                                  | Gulf of Naples Independent Film Festival, Італія | найкращий кастинг, вибір преси        | переможець       |
| 2020                                                  | DaVinci International Film festival, США         | out-of-competition program            | почесна відзнака |
| 2022                                                  | ECG Film Festival, Велика Британія               | вибір аудиторії                       | переможець       |
| Короткий метр "Без слів" ("Speech!ess"), 2016         |                                                  |                                       |                  |
| 2016                                                  | Середземноморський кінофестиваль                 | найкращий міні-короткометражний фільм | переможець       |
| 2016                                                  | Інтернаціональний онлайн веб фестиваль           |                                       | фіналіст         |
| 2016                                                  | Незалежний кінофестиваль Маямі                   | міні короткий метр                    | фіналіст         |
| 2016                                                  | Римський Кінофестиваль                           |                                       | переможець       |
| 2017                                                  | Канадський кінофестиваль Мініатюра               |                                       | фіналіст         |
| 2017                                                  | Австрійський Національний кінофестиваль          | найкращий короткометражний фільм      | переможець       |
| 2019                                                  | The World Film Fair, США                         | Best Web Story                        | переможець       |